# Kruševac
Kruševac (srbsky Крушевац/Kruševac) je město, které se nachází ve střední části Srbska. V roce 2011 zde žilo 58 745 obyvatel. Město Kruševac, které tvoří několik městských částí, se nachází na ploše o rozloze 854 km².

## Poloha
Samotné město se nachází v Kruševacké kotlině, která zaujímá údolí Západní Moravy a prostírá se mezi Levčou a Temničí na severu, Župou, Kopaonikem a Jastrebacem na jihu a Královskou kotlinou, resp. Ibarskou nížinou na západě. Střed města se nachází v nadmořské výšce 137 m. Kruševac je vzdálen 152 km jihovýchodně od Bělehradu a 54 km severozápadně od Niše. Severně od města teče řeka Západní Morava a východně řeka Rasina.

## Klimatické poměry
Místní meteorologická stanice se nachází v nadmořské výšce 166 m a zaznamenává údaje o počasí nepřetržitě od roku 1890. Dne 27. července 2007 zde bylo naměřeno 43,7 °C jako rekordní nejvyšší teplota a dne 7. ledna 1945 potom rekordně nízká teplota -30.0 °C. Průměrná teplota roční zde činí 10,8 °C. Rekordní sněhová pokrývka zde dosahovala 59 cm, a to v roce 1963.

## Dějiny

### Nejstarší období

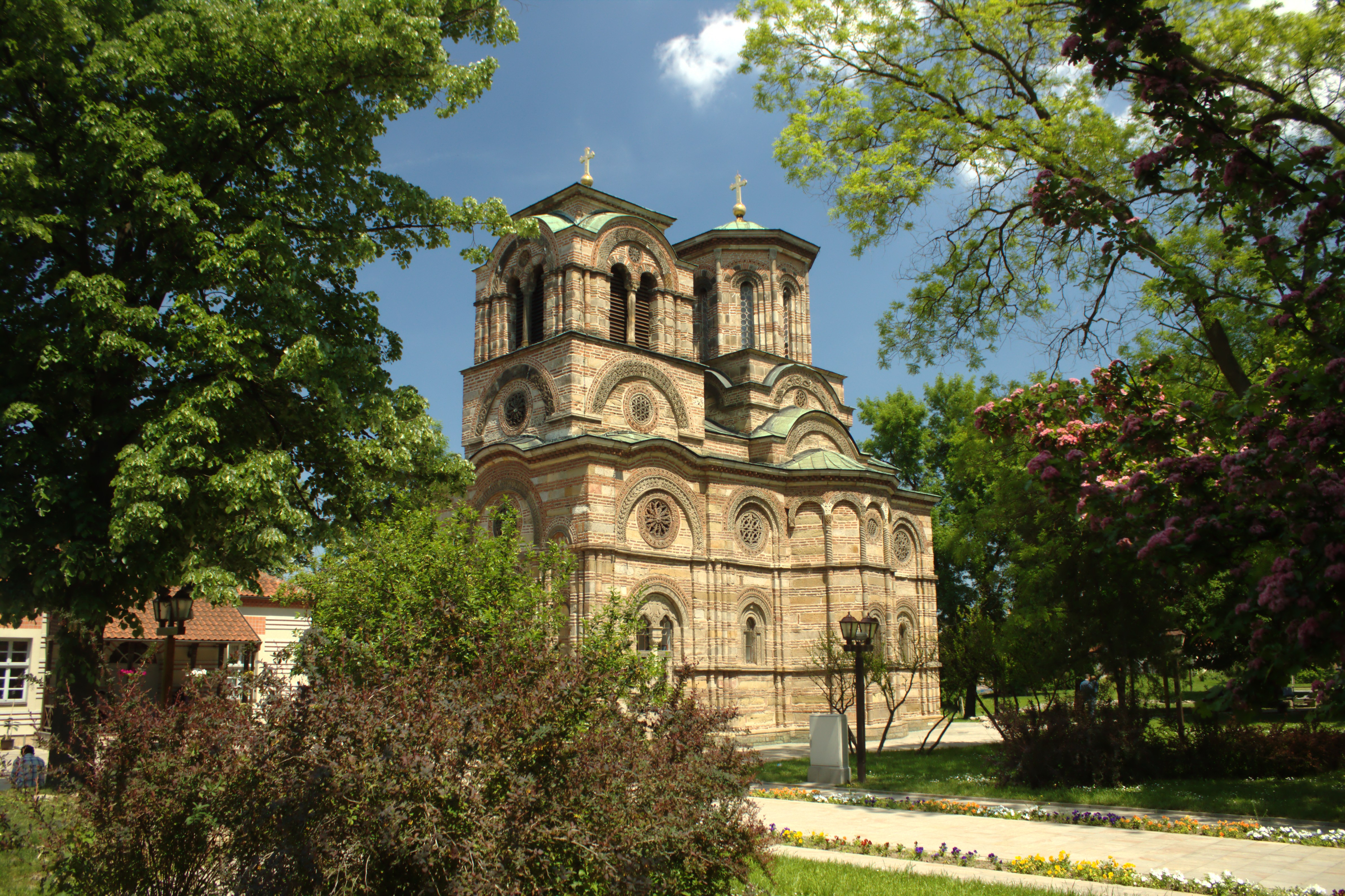
Kostel Lazarica, nacházející se v centru města, v rozvalinách původního hradu

V blízkosti dnešního Kruševace, směrem k Trsteniku, se nacházelo raně slovanské sídliště.
Srbský vládce Lazar Hrebeljanović nechal Kruševac zbudovat roku 1371. Roku 1387 byl poprvé zaznamenán v dokumentu, který definoval obchodní práva mezi srbským státem a Dubrovnickou republikou. Svůj název získalo město podle kamene krušac, kterému odpovídá i český ekvivalent krušec. Z tohoto kamene, který se nacházel v údolí řeky Západní Moravy, byly také i středověké domy v Kruševaci zbudovány. Pro Srbsko závěru 14. a začátku 15. století představoval Kruševac významné město, centrum obchodu a hospodářství. Bylo sídelním městem tehdejšího knížete Lazara. Město se rozvíjelo od středověké pevnosti Lazara Hrebeljanoviće, která byla známá pod názvem Šaren grad, nebo také turecky Aladža hisar. Ta měla dva metry silné zdi a dvanáct metrů vysoké věže.
Po bitvě na Kosově poli figurovalo město i nadále jako centrum srbského státu. Země se však stala vazalským státem Osmanské říše. V 15. století nechal Štěpán Lazarević přesunout hlavní město do Bělehradu, který se nacházel dále od území ovládaného expandujícím tureckým státem. Poprvé se jej Turci zmocnili v roce 1444, a to jej obsadil Gazi Hudavedingar. Držel jej však jen krátkou dobu, za ní se však podařilo přestavět a rozšířit původní pevnost. Město bylo obsazeno znovu Osmany až v roce 1455.

### Turecká nadvláda a 19. století
V roce 1516 mělo dle tureckých údajů 204 muslimských a 84 křesťanských domácností. V 16. století se jednalo o malé město, kde byla již většina obyvatel islámské víry. Turci zde ve svém prvním sčítání roku 1553 napočítali 13 místních částí (mahala) muslimských a čtyři křesťanské. Město také bylo sídlem sandžakbega a známé byly i daňové byly i příjmy z regionu. V roce 1584 zde žilo okolo dvou set osmdesáti muslimských rodin a 30 křesťanských.
Turecký cestovatel Evlija Čelebi zde v závěru 17. století popsal město jako sídlo sandžakbega a město s vojenskou posádkou, kterou tvořilo 3000 bojovníků. Zdokumentoval také místní pevnost (dnešní Lazarev Grad). Nacházely se zde dle něj tři zájezdní hostince a rozšířená byla mezi místními výroba vína.
Město bylo obsazeno v závěru 17. století rakouskou armádou v souvislosti s průnikem habsburského vojska do nitra Balkánu během tzv. Velké turecké války. Drželi jej v letech 1689 až 1690. Po vyjednáváních mezi tureckou a rakouskou stranou bylo nicméně následně opět vráceno Osmanské říši. Poté bylo na krátkou dobu (1737–1739) v držení protitureckých povstalců. Turecká správa byla na území Kruševace ohrožena ještě v roce 1789; Svištovským mírem však byly opět potvrzeny původní hranice roku 1791 a město tak zůstalo v turecké moci. Podle tehdejších rakouských údajů žilo 150 muslimských a 100 křesťanských rodin.
K Srbsku bylo město připojeno až roku 1833, rok poté, co se místní pevnosti Srbové zmocnili. Následoval rychlý rozvoj města; Kruševac se stal jedním z významných regionálních center tehdejšího Srbska. Už v roce 1834 získalo město první urbanistický plán.. V témže roce zde padlo rozhodnutí o vyvolání povstání nespokojených proti Miloši Obrenovićovi (později tzv. Miletina buna).
Roku 1868 zde byla otevřena první lékárna, historicky třetí na území Srbska. Jejím iniciátorem byl Dragoslav Kedrović. V roce 1882 zde byl otevřen i první hotel (hotel Paříž). V závěru 19. století měl Kruševac něco okolo šesti tisíc obyvatel. V 19. století se zde vyráběl střelný prach. Město mělo také ještě z tureckých časů řecké obyvatelstvo, které žilo v dnes dochované historické ulici s názvem Grčki šor.

### 20. a 21. století
V roce 1904 byl odhalen památník Bitvy na Kosově poli, který se nachází v samotném centru města. Výstavba památníku byla iniciována při 500. výročí uvedené bitvy, které zde bylo připomenuto setkáním v roce 1889.
Po vypuknutí první světové války přišli nejprve do Kruševace uprchlíci z pohraničních částí Srbska, které byly ohrožené rakousko-uherským vojskem. Po pádu země se Kruševac nacházel blízko hranice mezi bulharskou a rakousko-uherskou okupační zónou. Město bylo osvobozeno od bulharské nadvlády dne 11. listopadu 1918.

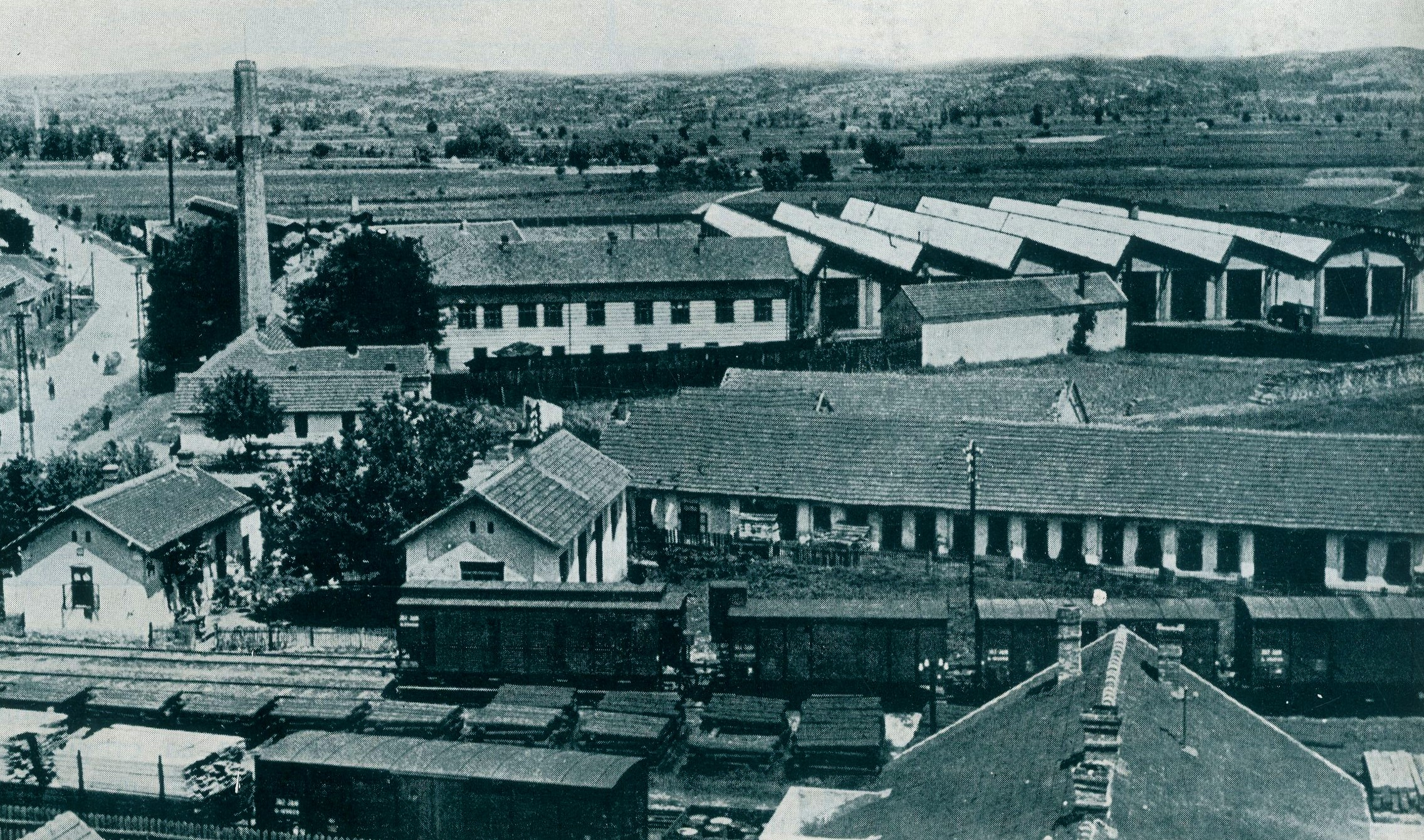
Továrna na železniční vagony v Kruševaci v roce 1939.

Roku 1922 získalo elektrické osvětlení, o osm let později pak i elektrárnu. Roku 1924 zde byla založena továrna na železniční vagony (první na území současného Srbska), později byla znárodněna a sloučena s dalšími podniky. Roku 1940 zde byla dokončena budova tzv. burzy práce. Během vypuknutí druhé světové války v Jugoslávii bylo město nejprve bombardováno německým letectvem, poté jej ostřelovaly německé okupační síly z kopce Bagdala. V září 1941 zde došlo k tvrdým střetům mezi četniky a partyzány na straně jedné a mezi Němci na straně druhé. I když Němci v boji povstalce porazili, v pozdějších letech byla aktivita odboje značná. Proti němu okupační moc vykonávala tvrdou odplatu. Bylo zabito přes patnáct set místních obyvatel, popravy byly vykonávány v místě původního zajateckého tábora na jižním okraji města. Po válce se celý prostor, kde docházelo k popravám, stal parkem s názvem „Slobodište“. Nedaleko od města působili také bulharské okupační jednotky.
Dne 14. října 1944 bylo město osvobozeno jednotkami jugoslávských partyzánů. Po válce a zmíněném znárodnění byla z původní vagonky, kterou založil zahraniční kapitál vybudován podnik 14. oktobar.
V dobách existence SFRJ bylo centrum města v ose současné ulice Vidovdanska modernizováno. Byly vybourány původní budovy a nahrazeny obytnými bloky a několika vyššími komerčními objekty. Překotná modernizace města měla na svědomí dramatický nárůst obyvatelstva. Město, jehož počet obyvatel se pohyboval okolo dvaceti tisíc dosáhlo téměř tisíc padesáti. Modernizován byl rovněž i jeho střed. Vzniklo nové moderní náměstí (srbsky Trg kosovskih junaka, Náměstí kosovských hrdinů) a ulice Gazimestanska a Mirka Tomića s novými výškovými budovami. V roce 1975 byl budován i místní hotel Rubin, který byl umístěn do výškové budovy. Ulice představují rychlý dopravní průtah městem. Výstavbou vodní nádrže na řece Západní Moravě (jezero Ćelije) bylo zajištěno efektivnější zásobování města pitnou vodou. Vodní nádrž byla budována i za pomoci dobrovolnických pracovních brigád.
Ekonomické problémy tehdejší Jugoslávie a později i války a sankce přivedly místní podniky do těžké situace. Jen v roce 2002 zde zkrachovalo pět velkých továren. Ještě v roce 2015 zde nezaměstnanost činila 35 %.
V roce 2021 bylo kompletně přestavěno centrální náměstí v Kruševaci nákladem 380 milionů dinárů. Jeho součástí jsou nově fontány a květinové záhony.

## Obyvatelstvo
Dle sčítání lidu žilo v roce 1991 ve městě Kruševac 58 808 obyvatel. V roce 2011 bylo napočítáno 58 745 lidí; město Kruševac tak nezaznamenalo na přelomu století ani významnější nárůst ani pokles počtu obyvatel. Zvyšoval se však průměrný věk místního obyvatelstva. Do roku 2021 počet obyvatel města Kruševac poklesl o jedenáct tisíc, jedná se však o širší město s okolními vesnicemi.
Z etnického hlediska jsou obyvatelé Kruševace především Srbové; k této národnosti se přihlásilo přes 95 % obyvatel města. Další zastoupené národnosti jsou romská (1,2 %) a černohorská (cca 0,2 %).

## Kultura

### Kulturní instituce

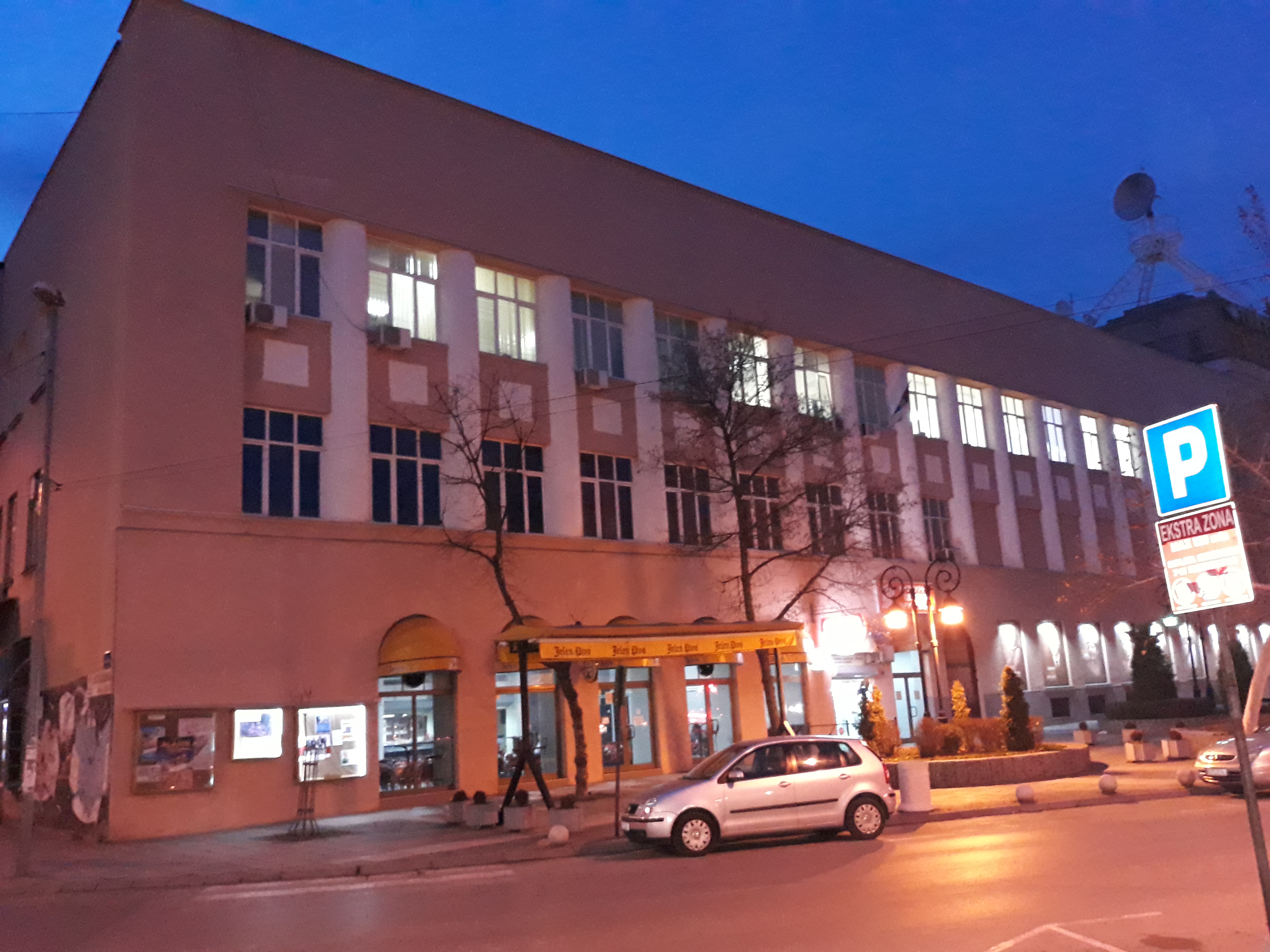
Kulturní centrum v Kruševaci.

Hlavní pamětihodností města je pozůstatek středověké pevnosti s kostelem Lazarica. Nacházejí se v centru města. Dnes je zde archeologické naleziště; pevnost je ponechána v parkové úpravě. Objekty jsou ukázkou tzv. moravské školy srbské architektury středověku.
Ve městě sídlí divadlo (srbsky Крушевачко позориште), které bylo založené roku 1946. Stojí zde také i pobočka srbského národního muzea (která slouží de facto jako městské muzeum) a dále pobočka historického archivu.
Kulturní centrum Kruševac sídlí v modernistické budově z roku 1939.
Od roku 1993 se zde pořádá Mezinárodní festival humoru a satiry s názvem Zlatna kaciga (Zlatá helma). Národní muzeum každoročně od roku 1994 v polovině června pořádá v klášteře Naupara Jugoslávskou uměleckou kolonii pro děti s názvem Biberče (srbsky Jugoslovenska dečija kolonija Biberče), která se v roce 2002 stala mezinárodní.

### Památky a zajímavosti
Mezi kulturní památky patří např. Simićův dům (srbsky Kuća Simića) z 19. století, který dnes slouží jako muzeum. Nachází se zde také historický Begův dům.
V centru města se nachází již zmíněný památník hrdinům Kosova z počátku 20. století, který je jednou z dominant středu města. Kromě toho se v samotném Kruševaci nachází i řada dalších památníkům významným postavám srbských dějin. Mezi ně patří např. Štěpán Lazarevič, Milić od Mačve a již zmíněný kníže Lazar.
V jižní části Kruševace také stojí brutalistický památník (srbsky Spomen park Slobodište), který připomíná události druhé světové války. Autorem památníku byl Bogdan Bogdanović. Na vrchu Bagdala se nachází park Miniaturní Srbsko.
Mezi oblíbené destinace v okolí, které turisti navštěvují, patří např. pohoří Jastrebac, lázně Ribarska Banja (kde se léčí např. nemoci kloubů nebo kostí) nebo jezero Ćelije.
Ve městě se také nachází zábavní park s názvem Šarengrad, otevřený roku 2022.

## Zeleň a životní prostředí
Nedaleko Kruševace se nachází park s názvem Bagdala, který se rozkládá na stejnojmenném vrchu, který je jedním ze symbolů města. V centru města se ještě u ulice Dušanova nachází také ještě Pionýrský park.

## Ekonomika

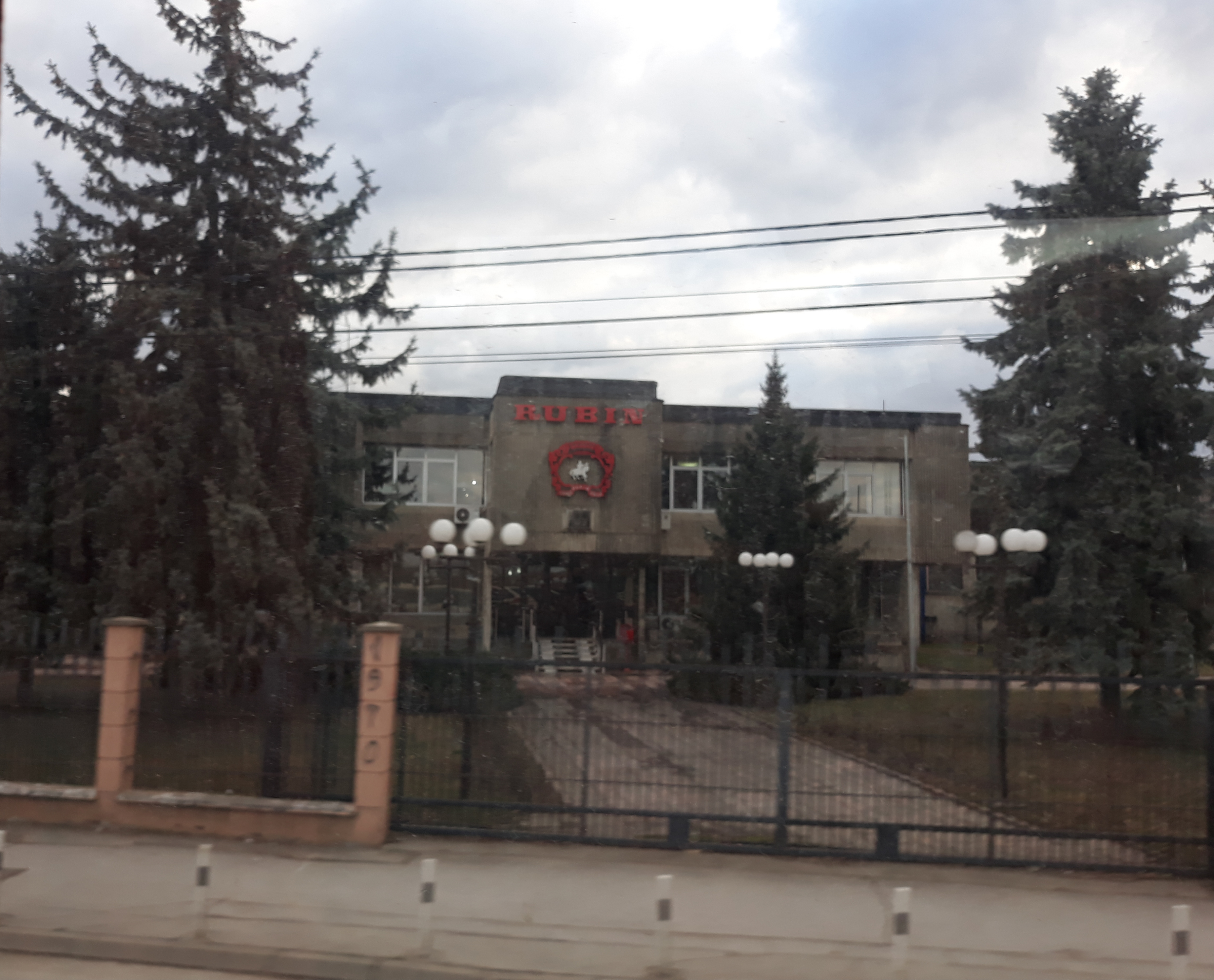
Podnik společnosti Rubin v Kruševaci.

Kruševac se nachází v širokém údolí řeky Západní Moravy, které je zemědělsky velmi intenzivně využíváno. Oblast města Kruševac je bohatá na štěrk, písek a kámen, a to zejména v údolích řek Západní Morava, Južná Morava a Rasina. Těží se zde jako stavební materiál. Lesy pokrývají plochu cca 29 900 hektarů, tedy 35 % území města (resp. opštiny.
V Kruševaci se nachází několik továren, které byly v období existence Jugoslávie známé po celé zemi. Mezi ně patří například Trayal (výrobce pneumatik), Merima (výrobce léčiv) nebo "Župa" (výživa pro skot) a továrna "14. oktobar" (výroba různých strojů, např. buldozerů; zaměstnávala v dobách své největší slávy 7000 lidí). [zdroj?] Její rozsáhlý areál leží severně od středu města. Do druhé světové války to byla továrna na železniční vagony. Nachází se na severním okraji města, poblíž nádraží. Významným podnikem v Kruševaci je také společnost Rubin, která vyrábí nápoj Vinjak a dále společnost Merima.
Kvůli problematické transformaci srbského hospodářství se Kruševac potýkal s vysokou nezaměstnaností, nízkou motivací mladých lidí k občanské aktivitě a kriminalitou. Bombardování Jugoslávie v roce 1999 spolu s turbulentními 90. lety znamenalo konec řady místních průmyslových podniků. V první polovině 21. století došlo k jisté stabilizaci situace. V roce 2021 zde bylo cca devět tisíc nezaměstnaných. V roce 2017 zde existovala jedna z několika svobodných ekonomických zón v Srbsku.
Město nebývá naštěvováno tak často zahraničními i domácími návštěvníky. V roce 2017 navštívilo město Kruševac celkem 25 tisíc turistů, z toho 19 tisíc domácích a 6 tisíc zahraničních. Domácí turisté zde strávili v průměru 4,3 noci a zahraniční 2,2 noci.

## Doprava

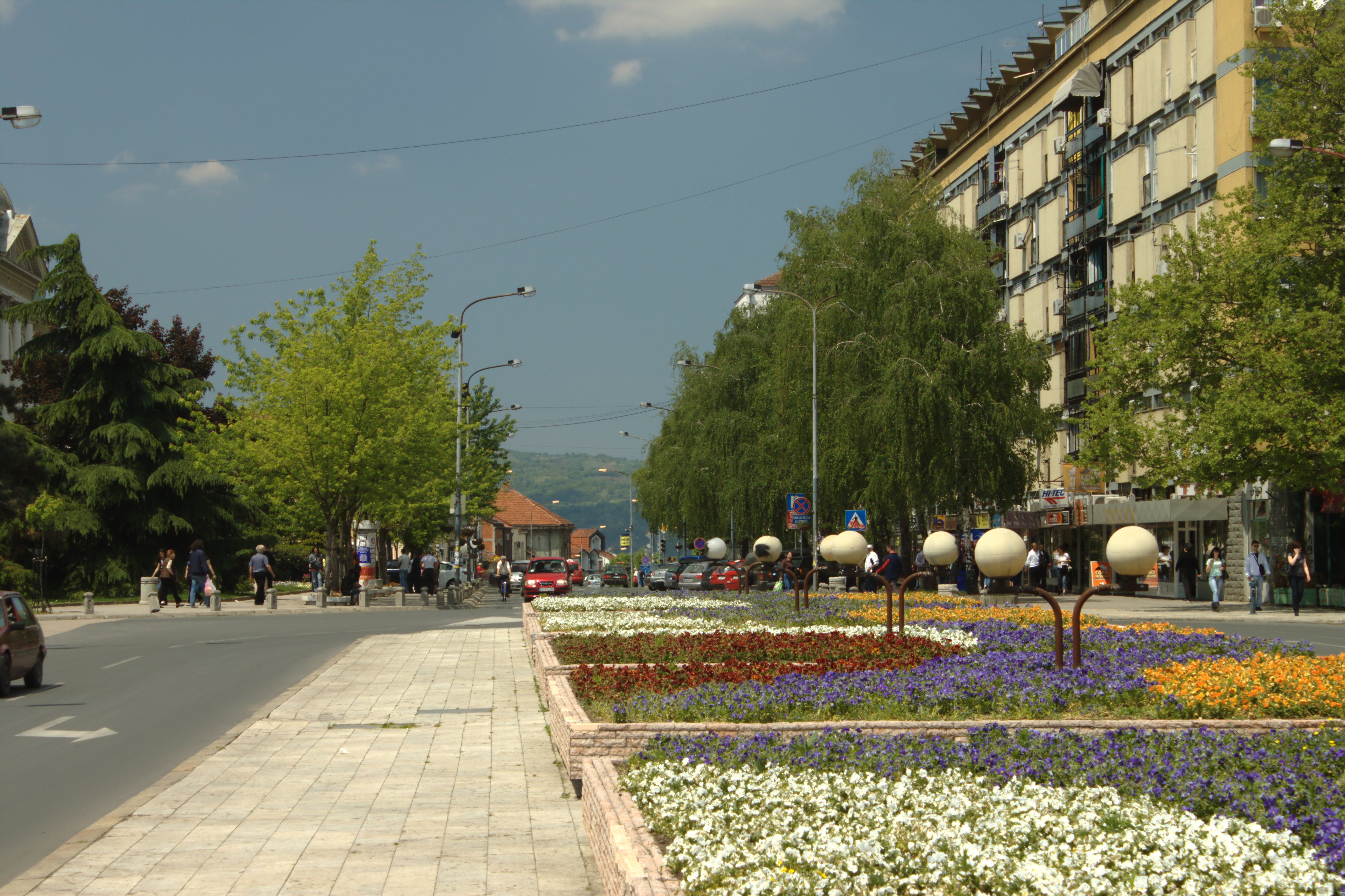
Náměstí v Kruševaci

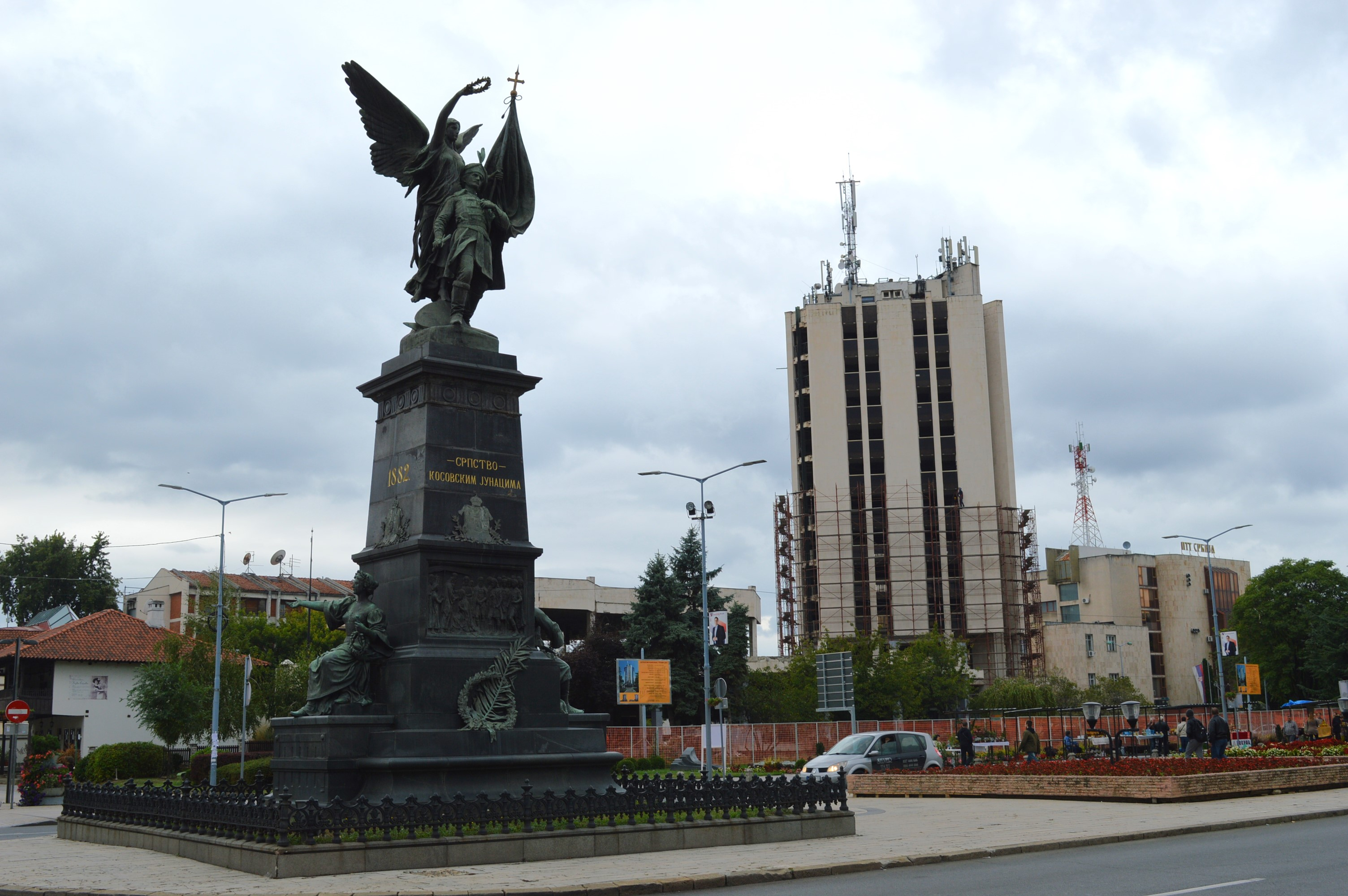
Hotel Rubin v Kruševaci

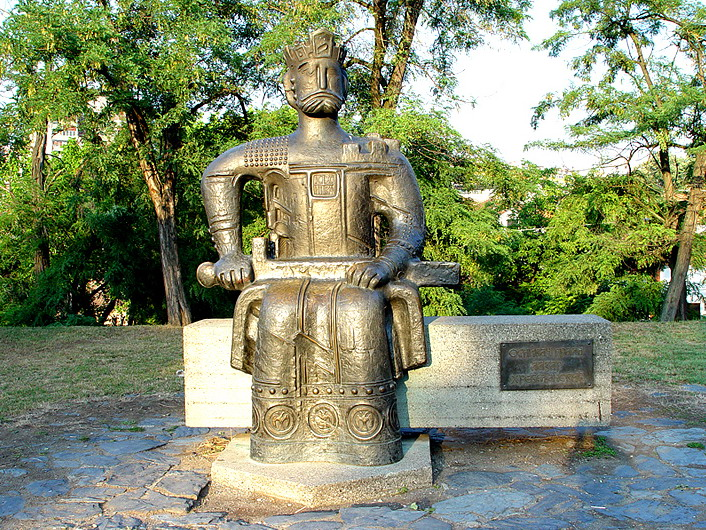
Socha cara Lazara Hrebeljanoviće

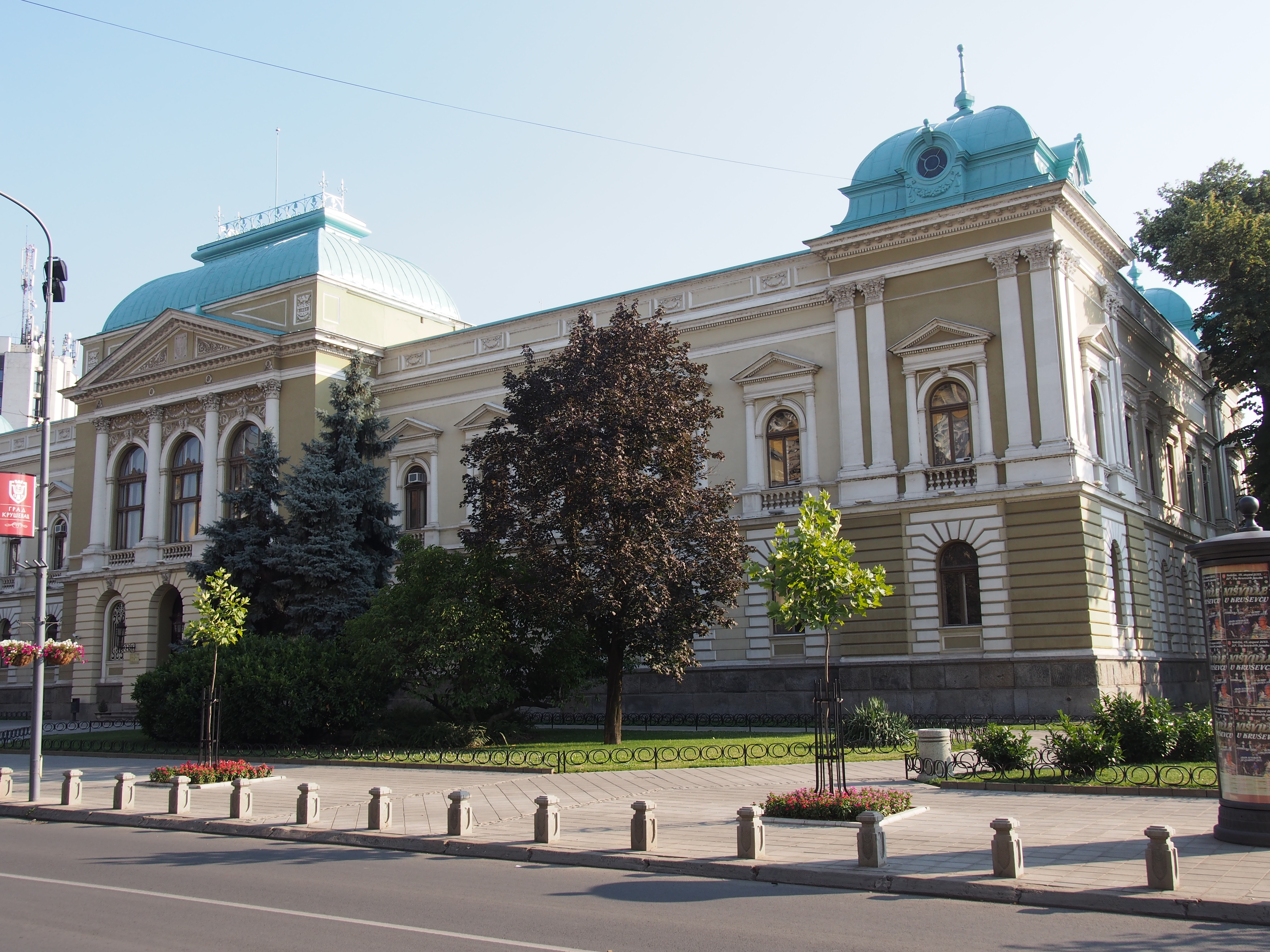
Budova oblastní správy.

Z Kruševace vedou hlavní silnice celonárodního významu do měst Blace (na jih), Kraljevo (na západ) a Ćićevac (na severovýchod, k hlavní srbské dálnici A1). Severně od města, v blízkosti řeky Západní Moravy, je veden obchvat okolo města který by měl být výhledově přebudován do podoby plnohodnotné dálnice (č. A5, tzv. Moravského koridoru, který nahradí současnou silnici první třídy. První její úsek byl otevřen v roce 2023. Kromě toho má vzniknout i obchvat z jihovýchodní strany.
Územím města prochází mnoho regionálních silnic: R102 (Kragujevac – Razbojna), R119 (Čitluk – Pepeljevac – Aleksandrovac), R217 (Varvarin – Šanac – Jasika – Velika Drenova), R221 (Đunis – Kaonik – Veliki Šiljegovac – Ribare), R221a (Ribare – Ribarska Banja), R223 (Kruševac – Mudrakovac – Lomnica – Veliki Jastrebac) a R 221b (Kaonik). Místní síť má 68 komunikací, tj. 174 km zpevněných silnic a 120 km nezpevněných cest, spojujících obce a vesnice s městem.
Autobusové nádraží je umístěno v blízkosti železničního. Ve městě sídlí autobusový dopravce s názvem Jugoprevoz Kruševac.
Ve východo-západním směru prochází přes Kruševac železniční trať, která je jednokolejná a slouží pouze pro nákladní dopravu. Z ní vedou vlečky do okolních průmyslových podniků.
V jižní části města se dříve nacházelo sportovní letiště Koširsko polje s nezpevněnou přistávací dráhou. Bylo nakonec zrušeno a jeho areál integrován pro potřeby města. V roce 2022 bylo otevřeno letiště Rosulje za přítomnosti prezidenta Aleksandra Vučiće. Nejbližší mezinárodní letiště je umístěno v jihosrbském městě Niš.

## Bezpečnost
V jižní části města se nachází rozlehlá věznice. Menší vězení je umístěno i v centrální části města, v roce 2022 má být přestěhováno a zrušeno.
Východně od středu Kruševace se nachází také kasárna Srbské armády. Pojmenována je podle Cara Lazara. Jihovýchodně potom další, Kasárna Rasina.

## Školství
V Kruševaci působí 19 základních škol a 6 škol středních. Jednou ze základních škol je základní škola hudební, která nese název podle Stevana Hristiće. První základní škola zde byla otevřena roku 1832.

## Sport
V Kruševaci sídlí fotbalový tým FK Napredak Kruševac (česky pokrok), který se účastní srbské nejvyšší fotbalové ligy.[zdroj?] Založen byl v roce 1946. Mezi další fotbalové týmy ve městě patří FK Trajap a FK Jedinstvo 1936. Ve městě se pravidelně běhá již od roku 2015 tzv. Kruševacký půlmaraton.
Mezi větší sportoviště zde patří Stadion Mladost, postavený roku 1976. Vznikl v rekordním čase 60 dnů a pojme až 10 000 diváků. Město má vlastní sportovní centrum, ležící na jižním okraji města, které zahrnuje řadu sportovišť, včetně tenisových kurtů také krytou sportovní halu, atletický stadion a plavecké bazény.
V roce 2022 byl v Kruševaci dokončen již druhý stadion s atletickou dráhou. Rekonstruován byl rovněž i sportovní areál, který zahrnuje kryté bazény.

## Zdravotnictví
V Kruševaci se nachází (na jihozápadním okraji) Všeobecná nemocnice (srbsky Opšta bolnica).

## Známé osobnosti
- Stefan Lazarević (1377–1427), srbský středověký panovník
- Stojan Protić (1857–1923), premiér meziválečné Jugoslávie
- Ljubinka Bobić (1897–1978), herečka
- Stanislav Binički (1872–1942), skladatel písně Pochod na Drinu
- Dobrica Ćosić (1921–2014), spisovatel a prezident Svazová republika Jugoslávie
- Taško Načić (1934–1993), herec
- Miodrag Petrović Čkalja (1924–2003), srbský komik
- Bata Paskaljević (1923–2004), srbský herec
- Radmila Savićević (1926–2001), srbská herečka
- Ljiljana Jovanović (1930–2012), srbská herečka
- Miroslav Mišković (nar. 1945), srbský podnikatel

## Partnerská města
- Pistoia, Itálie (1966)
- Trogir, Chorvatsko (1972)
- Travnik, Bosna a Hercegovina (1972)
- Korfu, Řecko (1985)
- Szentendre, Maďarsko (1990)
- Kirjat Gat, Izrael (1990)
- Râmnicu Vâlcea, Rumunsko (2003)
- Elektrostal, Rusko (2012)

kromě klasického partnerství udržuje město ještě podobné styky následujícími městy:
- Volgograd, Rusko (1999)
- Stara Zagora, Bulharsko (2000)
- Rjazaň, Rusko (2000)
- Žalec, Slovinsko (2006)
- Bijeljina, Bosna a Hercegovina (2006)

## Významní rodáci
- Stojan Protić (1857–1923), meziválečný jugoslávský premiér
- Stanislav Binički (1872–1942), skladatel písně Pochod na Drinu
- Taško Načić (1934–1993), srbský herec
- Miodrag Petrović Čkalja (1924–2003), srbský komik
- Bata Paskaljević (1923–2004), srbský herec
- Dobrica Ćosić (1921-2014), srbský spisovatel a prezident
- Miroslav Mišković (nar. 1945), srbský podnikatel
- Dragiša Binić (nar. 1961), srbský fotbalista
- Milić Jovanović (nar. 1966), srbský fotbalista
- Nikola Milošević, srbský fotbalista
- Predrag Jovanović (nar. 1950), srbský hudebník
- Nebojša Bradić (nar. 1956), srbský divadelní režisér a ministr kultury
- Goran Grbović (nar. 1961), jugoslávský basketbalista
- Vojin Ćetković (nar. 1971), srbský herec
- Nataša Tapušković (nar. 1975), srbská herečka
- Milica Todorović, zpěvačka
- Sanja Vučić, zpěvačka